# Aphaenina tullia
Aphaenina tullia är en insektsart som beskrevs av Gustav Breddin 1901. Aphaenina tullia ingår i släktet Aphaenina och familjen lyktstritar. Inga underarter finns listade i Catalogue of Life.